# Toronto Rock
I Toronto Rock sono una squadra di lacrosse facente parte della National Lacrosse League, con sede a Toronto, Ontario, Canada. I Rock nacquero nel 1998 ad Hamilton con il nome di Ontario Raiders, trasferendosi a Toronto dopo un solo anno e cambiando denominazione. Sono la squadra più titolata della lega, con 6 campionati vinti (come i Philadelphia Wings) ed una finale di playoff persa. Giocano le loro partite interne all'Air Canada Centre.